# Conservatorio de Jazz de California
El Conservatorio de Jazz de California (en inglés: California Jazz Conservatory) anteriormente conocida como la "Jazzschool", es una escuela de música sin ánimo de lucro de propiedad privada para los estudiantes de jazz en Berkeley, California, al oeste de los Estados Unidos. Fundada en 1997, la escuela obtuvo la acreditación como un conservatorio a principios de 2014. Es la única escuela estadounidense con un programa de música de jazz de todo un año. El Conservatorio de Jazz de California fue establecido en 1997 por Susan Muscarella, un pianista de jazz que estudió con Wilbert Baranco en la década de 1970.